# 프랑크 차미소
프랑크 차미소 마르케스(스페인어·이탈리아어: Frank Chamizo Márquez, 1992년 7월 10일~)는 쿠바 출신 이탈리아의 레슬링 선수이다. 쿠바 국가대표 선수로 활동하여 2010년 세계 선수권 대회에서 남자 자유형 밴텀급 동메달을 획득했다. 이듬해에 이탈리아로 귀화하여 이탈리아 국가대표 선수가 되었고 2016년 하계 올림픽에서 남자 자유형 라이트급 동메달을 획득했다. 또한 이탈리아 국가대표로서 세계 선수권 대회에서 금메달 2개, 은메달 1개를 획득했고 유럽 선수권 대회 4회 우승을 달성했다.